# Красюк Олександр Іванович
Красюк Олександр Іванович (нар. 22 січня 1954, м. Запоріжжя, УРСР) — український культуролог, письменник, перекладач, редактор та ідеолог різних видань.

## Біографія
Народився в місті Запоріжжі у робітничій родині (батько з Київщини, мати з Середньої Наддніпрянщини). Навчався в різних закладах, офіційно закінчив лише два: середню школу (єдина «п'ятірка» в атестаті — з англійської мови) та музичне училище (спеціалізація — фагот, викладання музики).
Працював газетником на поштамті; музикантом в багатьох містах СРСР; рятувальником у Криму; сторожем у райвідділі міліції; кравцем удома; журналістом в різних виданнях; автором, копірайтером, редактором, ідеологом у книжковому видавництві і всюди спорадичним перекладачем. Книжки перекладає понад 30 років.
Має дружину, дітей та онуків.

## Діяльність
Автор п'ятитомної тримовної «Ілюстрованої енциклопедії Запорізької області», книжки-дослідження про Івана Павла II «Папа й Україна», яка стала основою арт-проєкту К. Дорошенко, окрім того, автор численних критичних, науково-популярних, провокативних публікацій у друкованих та електронних ЗМІ. Його статті регулярно з'являлися у різних часописах: «КНИЖНИК-review», «Сучасність», «Політик-Hall», «Шо», «Без цензури», «Кореспондент», «l'Optimum», «Unique» тощо. Відзначений заснованою інтернет-часописом «Кульбіт» у 2006 р. премією «Культурний провідник».
Широким верствам українських читачів Олександр Красюк найкраще знайомий перекладами багатьох книг всесвітньо відомого американського письменника Стівена Кінга (Острів Дума, Коли впаде темрява, Пісня Сюзанни, Під куполом, Повна темрява. Без зірок, 11/22/63, Сяйво, Доктор Сон, Містер Мерседес), романів Полька Мануели Ґретковської та Сходження Ганнібала Томаса Гарріса, техно-економічного дослідження американського експерта Адама Лашинського Apple зсередини: як насправді працює найдивовижніша, найпотаємніша американська компанія, тощо; також в його перекладі російською було видано роман Юрія Андруховича Дванадцять обручів.
Крім того, у професійному доробку пана Красюка — літературне редагування книжок Ірени Карпи, Юрія Іздрика, Любка Дереша, Олеся Ульяненка, українського перекладу автобіографії 43-го президента США Джорджа Буша-молодшого Ключові рішення та інших видань.
Всі зроблені Красюком переклади Стівена Кінга входили в короткі списки Всеукраїнського рейтингу «Книжка року». У 2008 в номінації «Красне письменство», підномінації «Сучасна зарубіжна проза/драматургія» перемогу отримав його переклад роману Стівена Кінга Острів Дума. У 2011 в номінації «Красне письменство», підномінації «Сучасна зарубіжна проза/есеїстика/драматургія» перемогу отримав його переклад роману Стівена Кінга Під куполом. Книги Стівена Кінга Містер Мерседес, Країна розваг, Сяйво і Доктор Сон увійшли до коротких списків XVI Всеукраїнського рейтингу «Книжка року 2014» номінація «Красне письменство» в розділі Зарубіжна проза/есеїстика/драматургія.
21 січня 2015 року Олександра Красюка номіновано на здобуття премії імені Максима Рильського (відмічено переклади з англійської романів Стівена Кінга 11/22/63, Сяйво та Доктор Сон).
В перекладах О. Красюк перш за все ставить за мету якомога точніше відтворити літературний стиль автора твору, і досягає цієї мети. Особливо це помітно в його перекладах видатного прозаїка сучасності, нагородженого у 2003 році медаллю Національного книжкового фонду США «За особливий внесок в американську літературу» — Стівена Кінга. Стилістика цього автора відзначається багатошаровістю, великою кількістю культурних алюзій, явних і прихованих цитат, використанням специфічних регіональних говірок і жаргонізмів, тощо. Кожний переклад Красюка — це ще й велике культурно-історичне дослідження, невеличка частка результатів якого знаходить місце в коментарях, що ними перекладач оснащує кожен свій доробок, чим допомагає читачеві не тільки краще зрозуміти авторський текст, а й відчути його невловну іншими методами національно-побутову атмосферу.[невдало сформульовано]
Олександр Красюк активно бере участь у заходах, присвячених «українському» Стівену Кінгу:
12 вересня 2008 року в рамках XV Форуму видавців в ресторані «Криївка» відбулася презентація книги Стівена Кінга Острів Дума та дискусія «Труднощі перекладу» за участі Олександра Красюка — перекладача книжки, Світлани Скляр — головного редактора видавництва КСД та Михайла Бриниха — журналіста та письменника, модератора заходу.
15 вересня 2012 року в рамках XIX Форуму Видавців у Львові в «Домі книги» на пл. Міцкевича Олександр Красюк разом з Юкою Гавриловою розповідали про переклад з англійської книг Стівена Кінга. Тема зустрічі «Стівен Кінг — гіперреаліст».
2 січня 2014 року в Києві у кнайп-клубі «Купідон» відбулась зустріч Олександра Красюка з українськими фанатами Стівена Кінга та презентація книг Стівена Кінга Сяйво та Доктор Сон в перекладах О. Красюка.
12 вересня 2014 року у Львові в рамках XXI Форуму видавців на заході з назвою «Творці українського Стівена Кінга» в ресторані-музеї «Сало» Олександр Красюк разом з літагентом Юкою Гавриловою та дизайнером українських видань Володимиром Стадником презентували український переклад книги Стівена Кінга Містер Мерседес. Наступного дня відбулася "Інтимна зустріч для широкого загалу спільноти «Стівен Кінг. Український клуб» в ресторані-музеї «Сало» за участю Олександра Красюка, Юки Гаврилової та засновника спільноти Володимира Яковлєва.
22 листопада 2014 року в Києві за участю О. Красюка відбулися «Кінгочитання», що їх організовувала спільнота «Стівен Кінг. Український клуб» спільно з Книжковим Клубом «Клуб Сімейного Дозвілля». На заході Олександр Красюк зачитав уривок з книги Стівена Кінга Воно. Її вихід друком КСД планувало влітку 2015 року.